# Pavel Gerasimov
Pavel Alexandrovič Gerasimov (rusky Павел Александрович Герасимов, * 29. května 1979, Alexin, Tulská oblast) je bývalý ruský atlet, jehož specializací je skok o tyči.
První úspěch zaznamenal v roce 1997 na mistrovství Evropy juniorů ve slovinské Lublani, kde získal stříbrnou medaili. O rok později se stal ve francouzském Annecy juniorským mistrem světa, když ve finále překonal 555 cm. Druhý Lars Börgeling z Německa skočil o pět centimetrů méně. V roce 2000 reprezentoval na letních olympijských hrách v Sydney, kde neprošel sítem kvalifikace. Na halovém MS v Lisabonu 2001 skončil pátý a na halovém ME ve Vídni 2002 šestý.
Na evropském šampionátu v Mnichově obsadil poslední, dvanácté místo. V roce 2004 se umístil na letních olympijských hrách v Athénách na třináctém místě. O rok později vybojoval na mistrovství světa v Helsinkách za výkon 565 cm bronzovou medaili. Stříbro bral Američan Brad Walker a zlato Nizozemec Rens Blom, který překonal 580 cm. V roce 2009 získal stříbro na halovém ME v Turíně, když výše skočil ve finále jen Renaud Lavillenie z Francie.

## Osobní rekordy
- hala – 5,81 m – 4. března 2001, Toulouse
- venku – 5,90 m – 12. srpna 2000, Rüdlingen